# 溫蒂妮 (喬治亞州)
溫蒂妮（英語：Undine）是位於美國喬治亞州埃文斯縣的一個非建制地區。該地的面積和人口皆未知。

## 地理
溫蒂妮的座標為32°13′39″N 81°58′46″W / 32.22750°N 81.97944°W，而該地的平均海拔高度為46米（即151英尺）。